# Kraftklub
Kraftklub ist eine fünfköpfige Rap-Rock-Band aus Chemnitz. Die Musik wird meist als eine Mischung aus Indie, Punkrock und Rap bezeichnet.

## Mitglieder
Alle fünf Musiker sind in Karl-Marx-Stadt geboren, dem heutigen Chemnitz.
Sänger Felix ist der Sohn von Ina und Jan Kummer, den Mitbegründern der DDR-Avantgarde-Gruppe AG. Geige. Bassist Till ist der Sohn von Jan Kummer und seiner zweiten Frau, mit der er auch die beiden Töchter Nina und Lotta hat. Kummer ist auch der bürgerliche Nachname von Felix und Till, welche medial als Felix und Till Brummer Bekanntheit erlangten.
Die beiden Schwestern von Felix und Till Brummer, Lotta und Nina Kummer, sind Musikerinnen in der Band Blond, die bereits als Vorband auf mehreren Kraftklub-Konzerten im Rahmen der Keine Nacht für Niemand Tour auftrat.
Steffen Israel ist außerdem Teil der Indie-Pop-Band Tränen.

## Musikalische Einflüsse
Der instrumentale Teil von Kraftklubs Musik wurde vor allem in frühen Jahren mit Indiebands der 2000er Jahre – etwa The Hives, The Strokes und vor allem den ersten Alben der Arctic Monkeys – verglichen, was die Band in ihrem Lied Scheissindiedisko ironisch mit den Worten „So so, wir sehen aus wie die Hives? Ach, ich scheiß' auf die Hives!“ kommentierte.
In ihren Songtexten und -titeln finden sich oft Querverweise auf ihre musikalischen Einflüsse. So ist etwa die erste Zeile des Refrains von Songs für Liam ieine Anspielung auf die schwierige Beziehung der Brüder Noel und Liam Gallagher von Oasis; die B-Seite Juppe verweist mit der Zeile „Mein Gewissen hat sich aufgelöst zusammen mit Oasis“ ebenfalls auf die 2009 getrennte Band. Schüsse in die Luft bezieht sich auf das Lied Deine Schuld der Ärzte („Aber ich soll auf die Straße sagt Farin Urlaub“), während der Refrain von Sklave markant den Ärzte-Song Bitte Bitte zitiert. Urlaub wiederum singt den letzten Refrain des Kraftklub-Songs Fenster. Das Lied Am Ende enthält einen Verweis auf Am Ende denk ich immer nur an dich von Element of Crime („Doch ganz egal, woran ich grade denke, am Ende denk' ich immer nur an dich“). Der letzte Teil des Refrains wird von deren Frontmann Sven Regener gesungen.

## Engagement

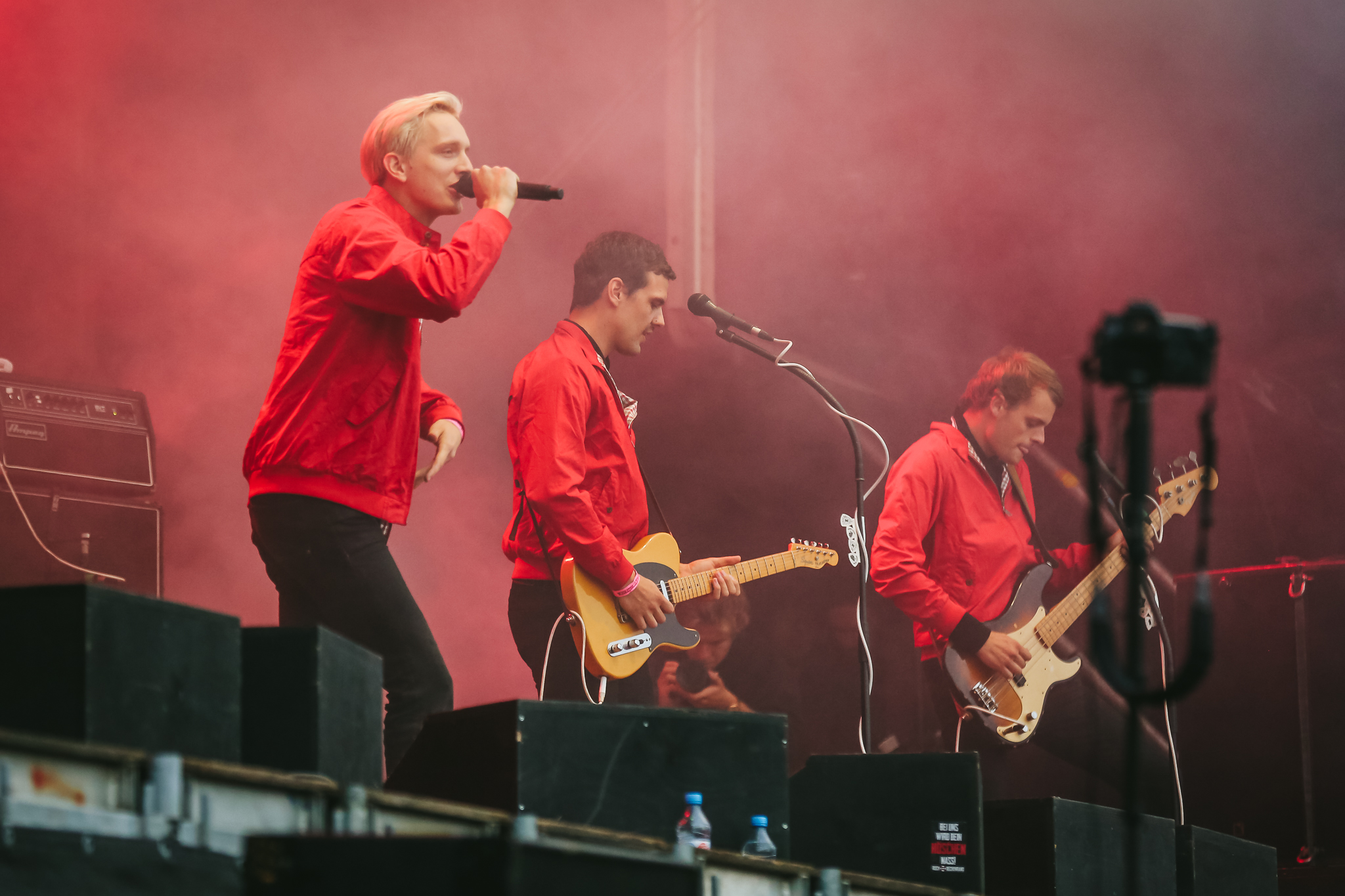
Auftritt von Kraftklub beim Protest-Konzert in Chemnitz (2018)

Am 3. September 2018 initiierte Kraftklub als Protest gegen die rechtsextremen Ausschreitungen in Chemnitz ein Openair-Konzert unter dem Motto „Wir sind mehr“ vor etwa 65.000 Besuchern. Dort spielten auch Die Toten Hosen und Feine Sahne Fischfilet.
Die Band  engagiert für das Lesen- und Schreibenlernen. Im Rahmen der Kampagne „iCHANCE“ vom Bundesverband Alphabetisierung und Grundbildung sprechen sich die Gruppenmitglieder gegen Analphabetismus aus und machen Betroffenen Mut.

## In Radio und Fernsehen
Die Bandmitglieder Felix Brummer und Steffen Israel moderierten von 2015 bis 2025 gemeinsam die Radiosendung „Radio mit K“, welche unter anderem auf 1 Live DIGGI, MDR Sputnik und Fritz übertragen wurde. Die Sendung wurde auch als Podcast veröffentlicht. Am 10. Januar 2025 wurde die letzte Sendung ausgestrahlt.
Von der Band stammt die Titelmusik Juppe der politischen Kabarett-Sendung Die Anstalt, weiterhin waren sie am 9. Dezember 2014 in der Sendung zu Gast und in das Programm miteingebunden, am Ende der Sendung wurde der Song Schüsse in die Luft gespielt.
Die Band trat am 7. Juni 2025 live in einer Folge des ZDF Magazin Royale auf, um ihre zu diesem Zeitpunkt neue Single Schief in jedem Chor vorzustellen.

## Geschichte

### Gründungsjahre und erster Erfolg (2010–2011)

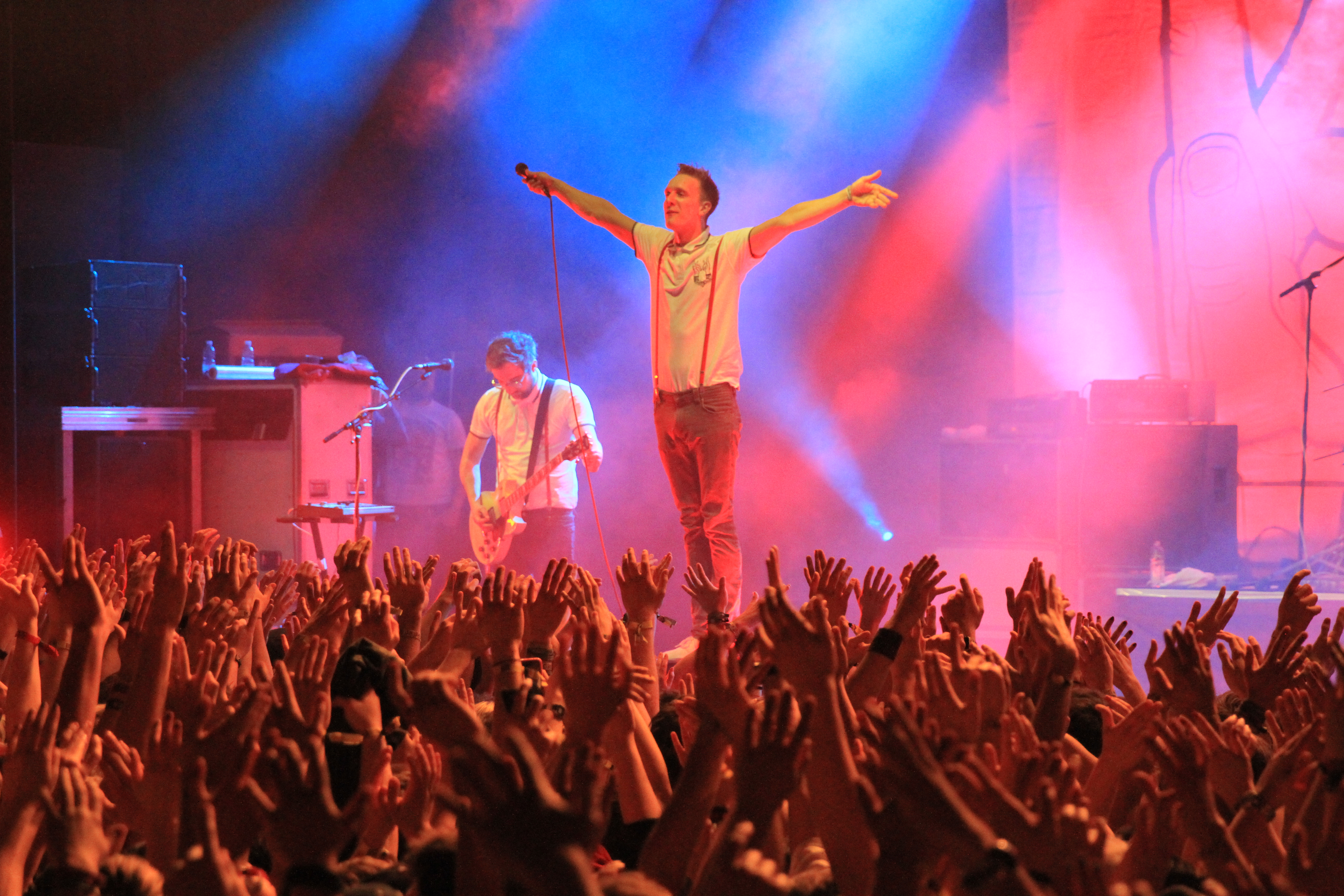
Kraftklub auf dem Openin Festival 2014

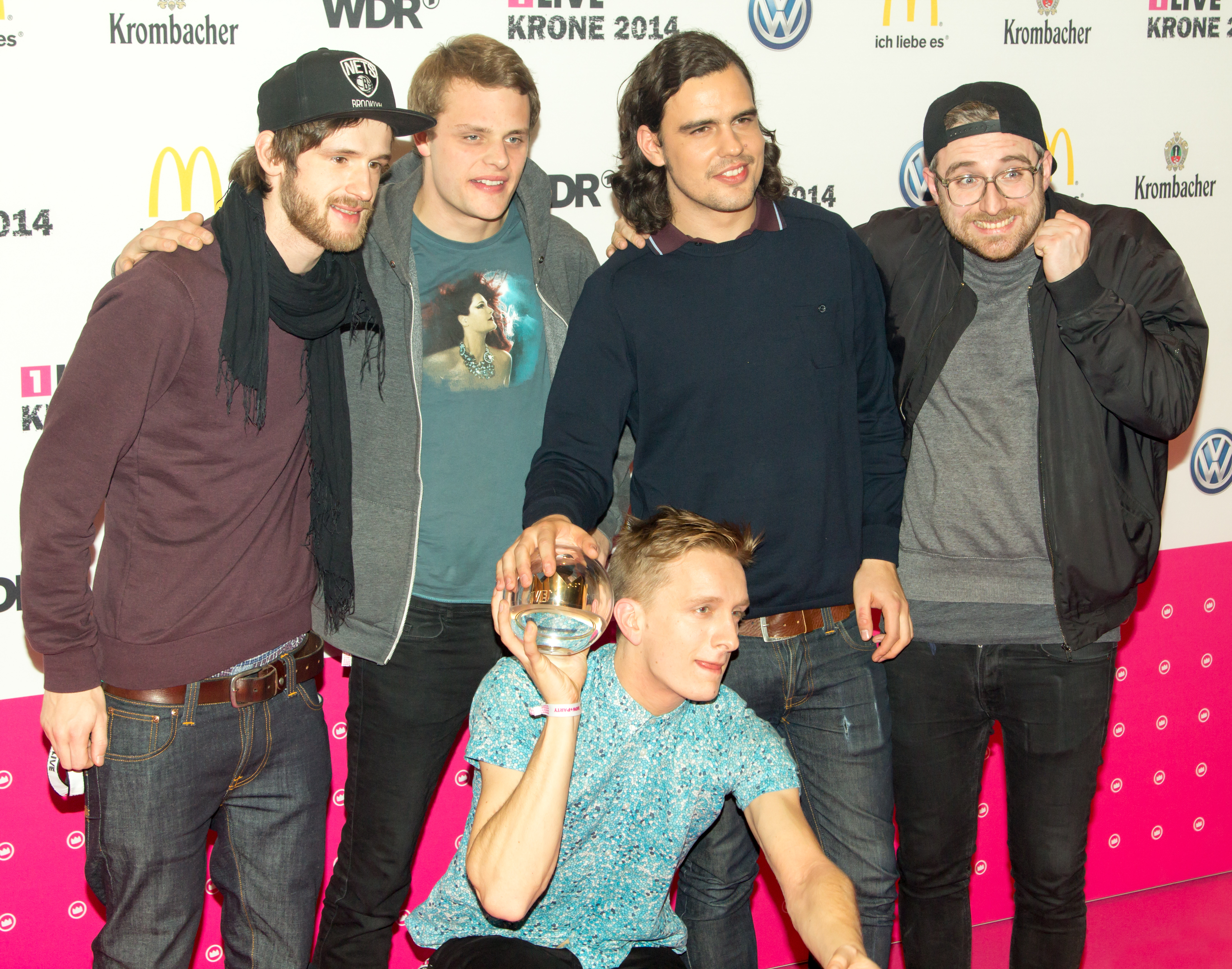
Kraftklub mit der Auszeichnung als „Beste Band“ bei der 1 Live Krone 2014

Auf dem Splash-Festival 2009 trat der Rapper Bernd Bass (Felix Brummer) erstmals gemeinsam mit der Rockband Neon Blocks auf. Ende des Jahres 2009 gingen sie zusammen ins Studio und gründeten die Band Kraftklub. Am 13. Februar 2010 veröffentlichten sie ihre erste EP Adonis Maximus auf einer Record-Release-Party im Chemnitzer Club Atomino. Im September gewannen sie den von verschiedenen ARD-Radiostationen verliehenen Musikpreis New Music Award. Daraufhin wurden auch einige größere Labels auf sie aufmerksam. Seit Ende Januar 2011 steht Kraftklub bei Universal Domestic Rock/Vertigo unter Vertrag. Kraftklub trat als Vorgruppe für die Beatsteaks, Fettes Brot, Casper, Die Toten Hosen, Die Ärzte und Rammstein auf. Am 5. August 2011 veröffentlichte Kraftklub ihre erste Single Zu jung bei Universal.

### Durchbruch mitMit K(2011–2013)
Am 29. September 2011 trat Kraftklub mit dem Song Ich will nicht nach Berlin beim Bundesvision Song Contest 2011 für den Freistaat Sachsen an und erreichte 89 Punkte und somit den 5. Platz. Die Single wurde am folgenden Tag veröffentlicht und stieg in den Media-Control-Charts auf Platz 45 ein. Das Debütalbum Mit K erschien am 20. Januar 2012 und erreichte überraschend auf Anhieb Platz 1 der Media-Control-Album-Charts. Obwohl die nächste Single Songs für Liam erst im April 2012 offiziell veröffentlicht wurde, erreichte sie am 23. März 2012 aufgrund Download-Verkäufe Platz 40 der deutschen Charts.
Am 6. April 2012 gaben K.I.Z und Kraftklub ein unangemeldetes Konzert auf dem Dach des Chemnitzer Gewerbekomplexes Terminal 3 im Rahmen der von ARTE in Auftrag gegebenen Dokumentarfilmserie Durch die Nacht mit …. Der Auftritt wurde nur wenige Stunden vorher über soziale Netzwerke, trotz des Tanzverbotes am Karfreitag, angekündigt und in Folge des Publikumandranges sperrte die Polizei die Chemnitzer Brückenstraße ab.
Zum Record Store Day 2012 veröffentlichte Kraftklub den Song Songs für Liam in einer Version mit Casper als Vinyl-Single. Diese ist auf 700 Stück limitiert.
Das erste Konzert außerhalb Europas gab Kraftklub im Rahmen der „Con-K“-Tour am 19. September 2012 in Kolumbien: Bogotá, Medellín, Cali und Cartagena.
2013 war Kraftklub (neben anderen) zusammen mit der Gruppe Frei.Wild für den Musikpreis Echo in der Kategorie Rock/Alternativ National nominiert. Am 6. März 2013 gab die Gruppe bekannt, sich von der Nominiertenliste streichen zu lassen, da Kraftklub nicht mit Frei.Wild in einer Reihe genannt werden will. Nachdem auch Mia. und Die Ärzte ihre Teilnahme zurückgezogen hatten, wurde Frei.Wild von der Nominiertenliste gestrichen, und Kraftklub erhielt den „Kritikerpreis National“.
Der Song Eure Mädchen ist auf dem Soundtrack des PC- und Konsolenspiels FIFA 13 zu hören. Er ist der einzige deutsche Titel im Spiel. Kraftklub hat im Song Ganz schön okay auf dem Album Hinterland des deutschen Rappers Casper einen Gastauftritt.
2013 rief die Band das Kosmonaut Festival am Stausee Oberrabenstein in Chemnitz ins Leben, das bereits im ersten Jahr mit 6000 Besuchern ausverkauft war und für 2014 mit 10.000 Besuchern auf zwei Tage verlängert wurde. Seit 2020 findet das Festival nicht mehr statt.
Am 1. Februar 2013 veröffentlichte der Schlager-Sänger Heino eine Coverversion des Kraftklub-Titels Songs für Liam als exklusiven Bonustitel auf dem Album Mit freundlichen Grüßen in der Download-Version des Albums von iTunes.
Am 30. September 2013 feierte ein Musikvideo zum Titel Vague as a Mirage der Chemnitzer Stoner-Rock-Band Iguana Premiere, in dem die Musik von Kraftklub sowie Bassist Till Brummer eine Hauptrolle spielen.

### In Schwarz(2014–2016)
Am 20. Mai 2014 erschien auf YouTube das Musikvideo Hand in Hand (in einer Version mit Bassist Till Brummer am Gesang) einer vorgeblich neuen Band namens In Schwarz. Hochgeladen wurde das Video vom Musiklabel Audiolith Records. Am 2. Juni 2014 traten In Schwarz bei der Fernsehshow Circus HalliGalli auf und enttarnten sich als Kraftklub.
Die erste Single aus dem neuen Album heißt Hand in Hand und wurde am 22. Juni 2014 veröffentlicht. Bei MDR Sputnik präsentierten Kraftklub am 7. August 2014 ihre zweite Singleauskopplung Unsere Fans.
Das Album In Schwarz erschien am 12. September 2014 und stieg wie der Vorgänger auf Platz eins in Deutschland ein.
Am 20. November 2015 erschien das erste Livealbum Randale. Teil der DVD ist ein Mitschnitt des Konzertes in der Max-Schmeling-Halle in Berlin vom 6. März 2015. Im Januar 2016 folgte die Randale-Tour durch mehrere deutsche Städte.

### Keine Nacht für Niemand(2017–2022)
Am 16. März 2017 veröffentlichten sie während eines 10-stündigen Facebook-Livestreams die erste Single Dein Lied aus dem daraufhin angekündigten Album Keine Nacht für Niemand, welches am 2. Juni 2017 erschienen ist. Der Titel des Albums ist eine Anspielung auf das Album Keine Macht für Niemand der Band Ton Steine Scherben. Das Album stieg am 9. Juni 2017 auf Platz 1 in die deutschen Charts ein und belegte in der folgenden Woche Rang 6.
Um das Album zu promoten, spielte die Band im Juni 2017 kostenlose Konzerte, wobei die Auftritts-Orte erst kurz vor Einlass über ihre Social-Media-Kanäle bekanntgegeben wurden. Unter anderem erfolgten Gigs am Karl-Marx-Monument in Chemnitz sowie auf dem Kosmonaut Festival. Von Oktober 2017 bis März 2018 spielte Kraftklub auf der Keine Nacht für Niemand-Tour 39 Konzerte in Deutschland, Österreich, der Schweiz und Frankreich.
Nach dem „Wir sind mehr“-Konzert im September 2018 tourte Kraftklub im Rahmen der Ninguna Noche Para Argentina Tour 2018 durch Paraguay und Argentinien und spielte dort auch zusammen mit den Toten Hosen.

### Kargo(2022–2024)
Am 26. März 2022 spielte die Band ein Überraschungskonzert in Leipzig und kündigte ihr neues Album Kargo an.
Sechs Tage später veröffentlichte die Band die Single Ein Song reicht sowie am 20. Mai Wittenberg ist nicht Paris. Zudem erschien am 8. Juli 2022 die Single Fahr mit mir (4×4), bei welcher die Band Tokio Hotel als Feature auftritt.
Am 21. September 2022 spielte die Band ein Überraschungskonzert in Hamburg auf der Reeperbahn, bei dem der genaue Standort bis zuletzt geheim gehalten wurde. Die Show wurde live bei TikTok gestreamt und im Radio bei N-JOY übertragen. Als Gastmusiker traten Bill Kaulitz und Casper auf. Das Album erschien am 22. September 2022.

### Sterben in Karl-Marx-Stadt(2025)
Bei einem Konzert mit Livestream in Chemnitz am 28. Mai 2025 kündigte die Band ihr fünftes Album Sterben in Karl-Marx-Stadt an, das am 28. November 2025 veröffentlicht werden soll. Auf dem Konzert war erstmals das neue Lied Schief in jedem Chor zu hören, das am 05. Juni als Single veröffentlicht wurde.

## Diskografie
Studioalben

| Jahr | Titel Musiklabel                              | Höchstplatzierung, Gesamtwochen, AuszeichnungChartplatzierungen (Jahr, Titel, Musiklabel, Platzierungen, Wochen, Auszeichnungen, Anmerkungen) | Höchstplatzierung, Gesamtwochen, AuszeichnungChartplatzierungen (Jahr, Titel, Musiklabel, Platzierungen, Wochen, Auszeichnungen, Anmerkungen) | Höchstplatzierung, Gesamtwochen, AuszeichnungChartplatzierungen (Jahr, Titel, Musiklabel, Platzierungen, Wochen, Auszeichnungen, Anmerkungen) | Anmerkungen                                                  |
| Jahr | Titel Musiklabel                              | DE | AT | CH | Anmerkungen                                                  |
| ---- | --------------------------------------------- | --- | --- | --- | ------------------------------------------------------------ |
| 2012 | Mit K Vertigo Records (UMG)                   | DE1 ×2Doppelplatin · (49 Wo.)DE | AT19 (6 Wo.)AT | CH64 (1 Wo.)CH | Erstveröffentlichung: 20. Januar 2012 Verkäufe: + 400.000    |
| 2014 | In Schwarz Vertigo Records (UMG)              | DE1 Platin · (52 Wo.)DE | AT2 Gold · (11 Wo.)AT | CH8 (3 Wo.)CH | Erstveröffentlichung: 12. September 2014 Verkäufe: + 207.500 |
| 2017 | Keine Nacht für Niemand Vertigo Records (UMG) | DE1 Gold · (45 Wo.)DE | AT2 (14 Wo.)AT | CH7 (3 Wo.)CH | Erstveröffentlichung: 2. Juni 2017 Verkäufe: + 100.000       |
| 2022 | Kargo Vertigo Records (UMG)                   | DE1 (33 Wo.)DE | AT2 (14 Wo.)AT | CH13 (5 Wo.)CH | Erstveröffentlichung: 22. September 2022                     |

## Auszeichnungen
- 2010: New Music Award[54]
- 2012: 1 Live Krone: Bestes Album
- 2013: Echo Pop: Kritiker-Echo für das Album Mit K
- 2014: 1 Live Krone: Beste Band
- 2015: Echo Pop: Bestes Video national für die Single Unsere Fans
- 2015: 1 Live Krone: Beste Band
- 2017: 1 Live Krone: Beste Band[55]
- 2017: 1 Live Krone: Bester Live-Act[56]
- 2018: Preis für Popkultur: Spannendste Idee/Kampagne für Clubtausch in Köln[57]
- 2022: 1 Live Krone: Bester Alternative-Song (Ein Song reicht)[58]
- 2023: 1 Live Krone: Bester Live Act[59]